# Dąbrowa (Pabianice)
Dąbrowa – dawna część miasta Pabianice w województwie łódzkim, w powiecie pabianickim. Przed włączeniem do Pabianic w 1987 roku, miejscowość w gminie Ksawerów. Leży na północno-wschodnich rubieżach miasta, wzdłuż ulicy Partyzanckiej; graniczy ze wsią Ksawerów.

## Historia
Dawniej Dąbrowa była samodzielną miejscowością (kolonia). Od 1867 roku w gminie Widzew w powiecie łaskim; pod koniec XIX wieku liczyła 44 mieszkańców. W okresie międzywojennym należała do woj. łódzkiego. W 1921 roku liczba mieszkańców wynosiła 121. 2 października 1933 roku utworzono gromadę Dąbrowa w granicach gminy Widzew, składającą się ze wsi Dąbrowa i wsi Teklin. Podczas II wojny światowej włączona do III Rzeszy.
Po wojnie Dąbrowa powróciła do powiatu łaskiego w woj. łódzkim jako jedna z 9 gromad gminy Widzew. 21 września 1953 roku gminę Widzew przemianowano na Ksawerów. W związku z reorganizacją administracji wiejskiej jesienią 1954, Dąbrowa weszła w skład gromady Ksawerów. 1 stycznia 1959 roku wraz z gromadą Ksawerów wyłączona z powiatu łaskiego i włączona do powiatu łódzkiego w tymże województwie. W 1971 roku ludność wsi wynosiła 358.
W związku z kolejną reformą administracyjną 1 stycznia 1973 roku Dąbrowa znalazła się w reaktywowanej gminie Ksawerów w powiecie łódzkim (przed 1954 gmina Ksawerów należała do powiatu łaskiego). 2 lipca 1976 gminę Ksawerów zniesiono, a Dąbrowę włączono do gminy Pabianice. W latach 1975–1987 miejscowość należała administracyjnie do województwa łódzkiego.
1 stycznia 1988 roku Dąbrowę (46,83 ha) włączono do Pabianic. Nazwa została zniesiona z 1 stycznia 2007.